# Fumiko Enchi

Fumiko Enchi

Fumiko Enchi (n. 2 octombrie 1905, Asakusa-ku⁠(d), prefectura Tokyo⁠(d), Japonia – d. 12 noiembrie 1986, Ikenohata⁠(d), Tōkyō, Japonia) a fost o scriitoare japoneză.
Fumiko Enchi s-a născut în 1905, la Tokio, în familia literatului japonez Ueda Kazutoshi. Având o sănătate precară din copilărie, este educată acasă, cu perceptori, și astfel ia contact de timpuriu cu literatura orientală și occidentală. 
Debutează în anii '20 cu piese de teatru, iar primul roman, Kaze no gotoki kotoba („Cuvinte ca vântul”) îi e publicat în 1939. După un an, îi apare romanul Ten no sachi, umino sachi („Comorile cerului și ale mării”). În 1943 publică Shunju („Primăvara și toamna”). Romanul Onna Zaka („Ani de așteptare”), 1957, este distins cu Premiul Noma. Onna Men („Măștile”) apare în 1958, urmat de Saimu („Ceață”) în 1976. În paralel, publică piese de teatru și traduceri, printre care și cele 10 volume ale Poveștii lui Genji, talmăcite în japoneza modernă. Pentru activitatea ei, Fumiko Enchi a fost recompensată cu Premiul Tanizaki în 1969 și cu Ordinul Culturii în 1985.
Moare în 1986, în urma unui atac de cord.